# Conacul Iancu Ionescu
Conacul Iancu Ionescu este un monument istoric situat în satul Bărcănești, județul Ialomița. Este situată de-a lungul DJ 201. Clădirea a fost construită în anul 1914. Figurează pe noua listă a monumentelor istorice sub codul LMI: IL-II-m-B-14088.

## Imagini

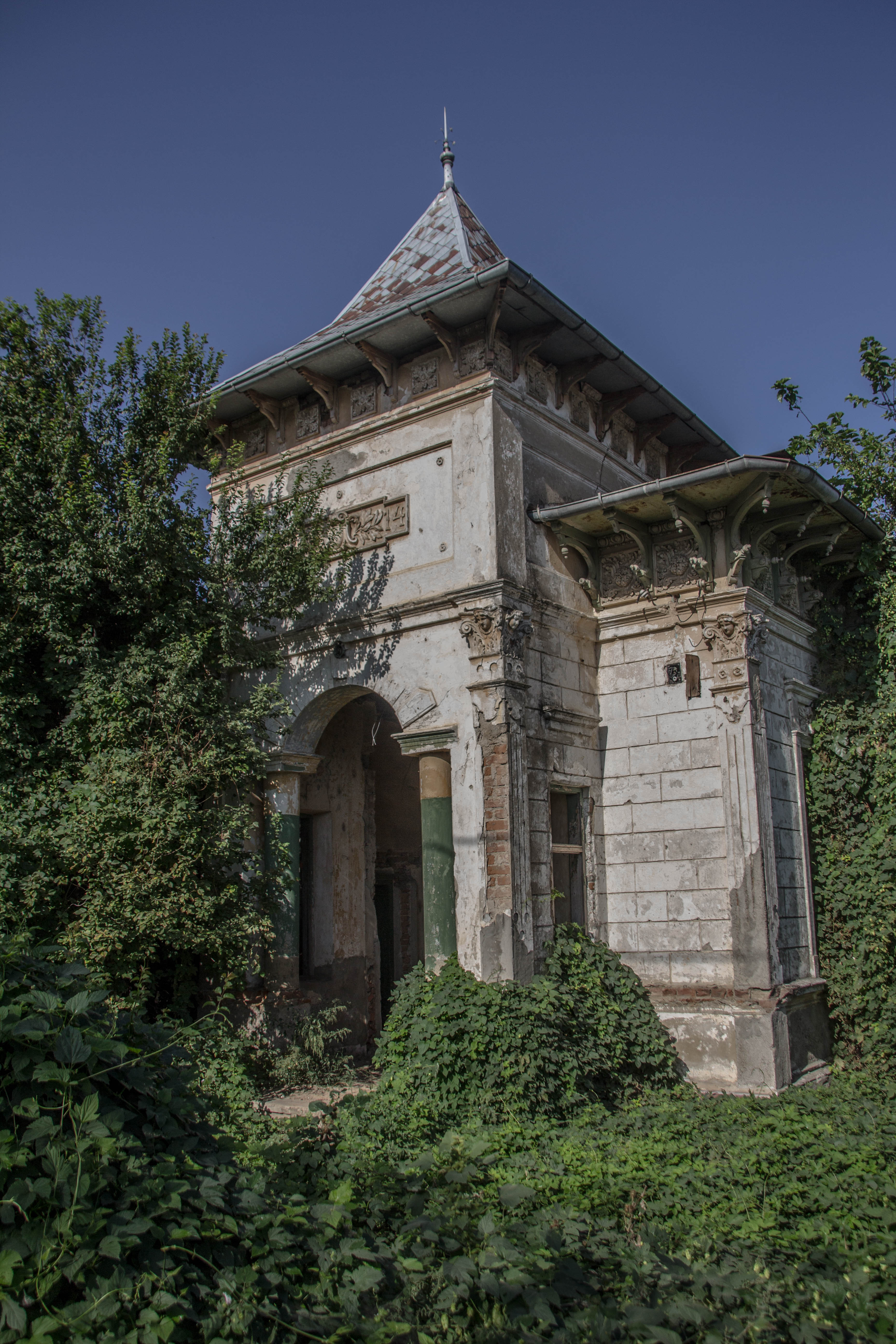
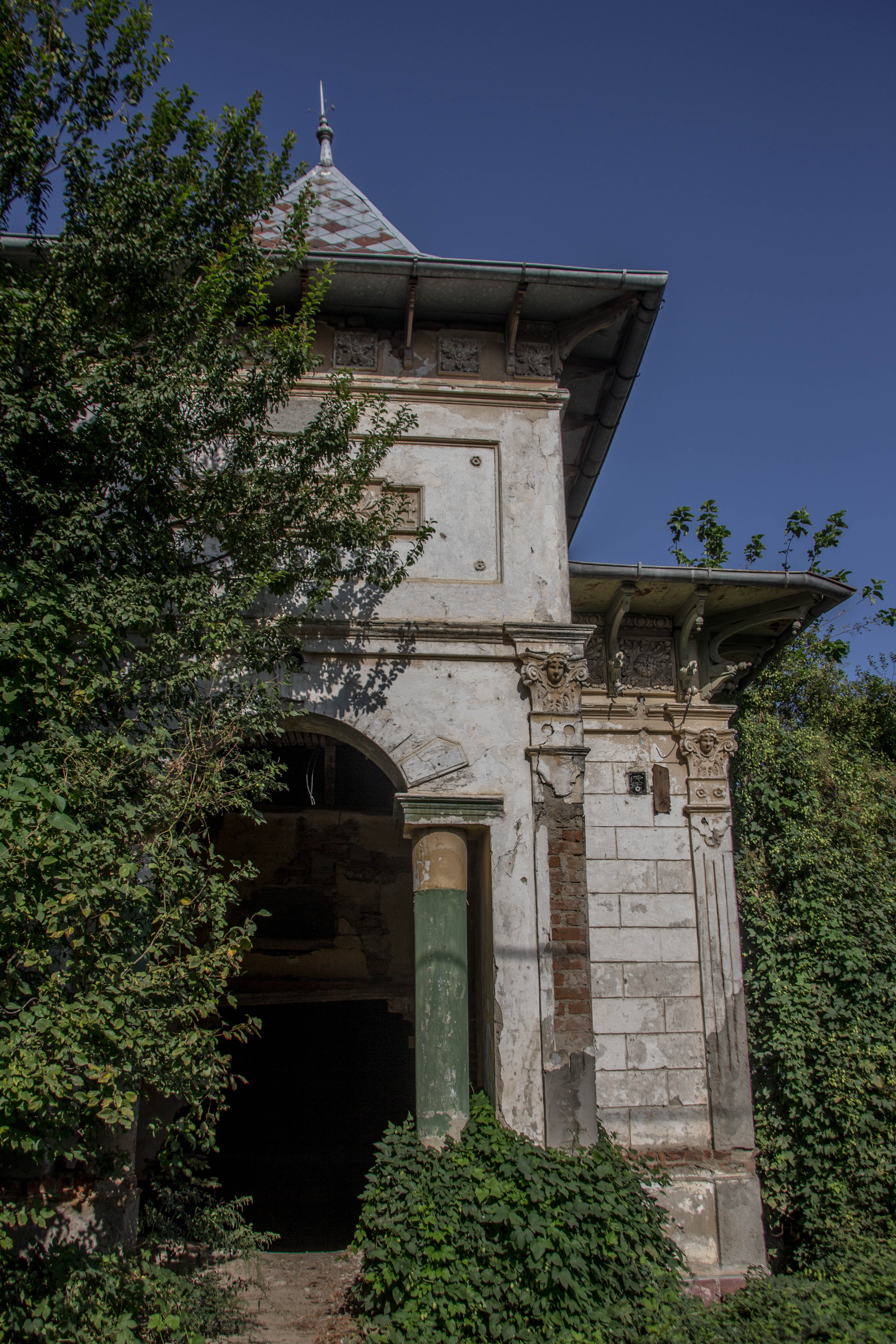
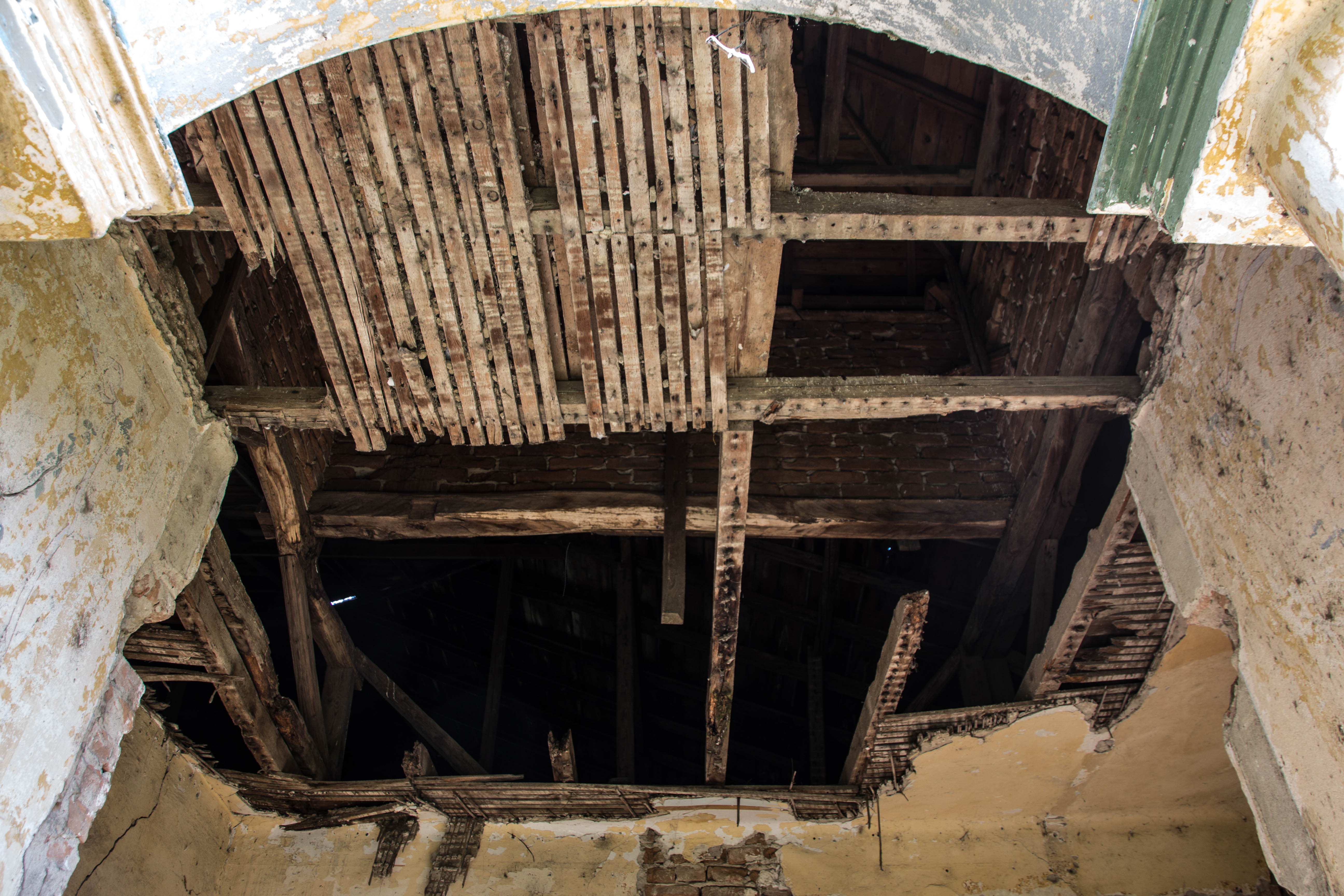
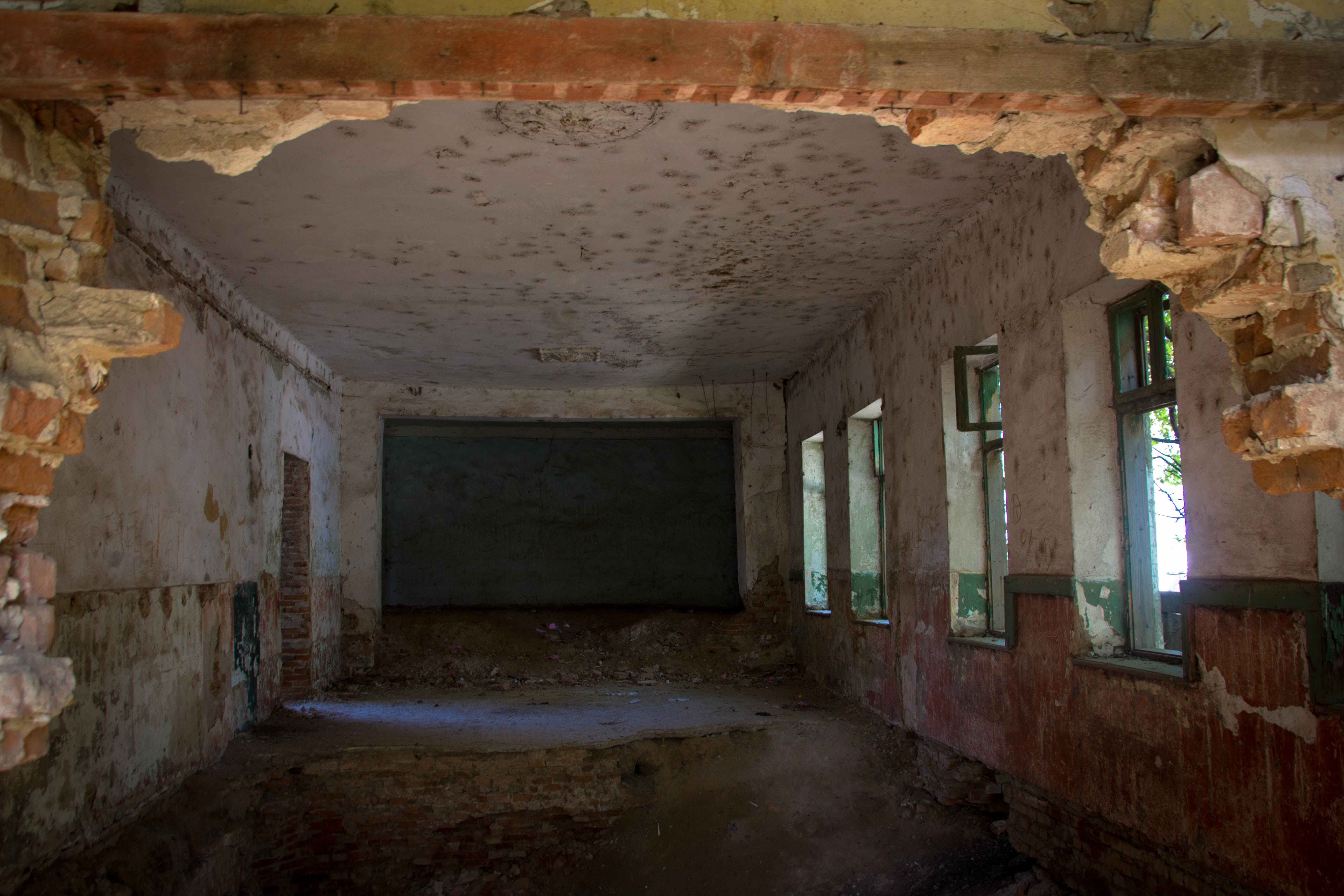
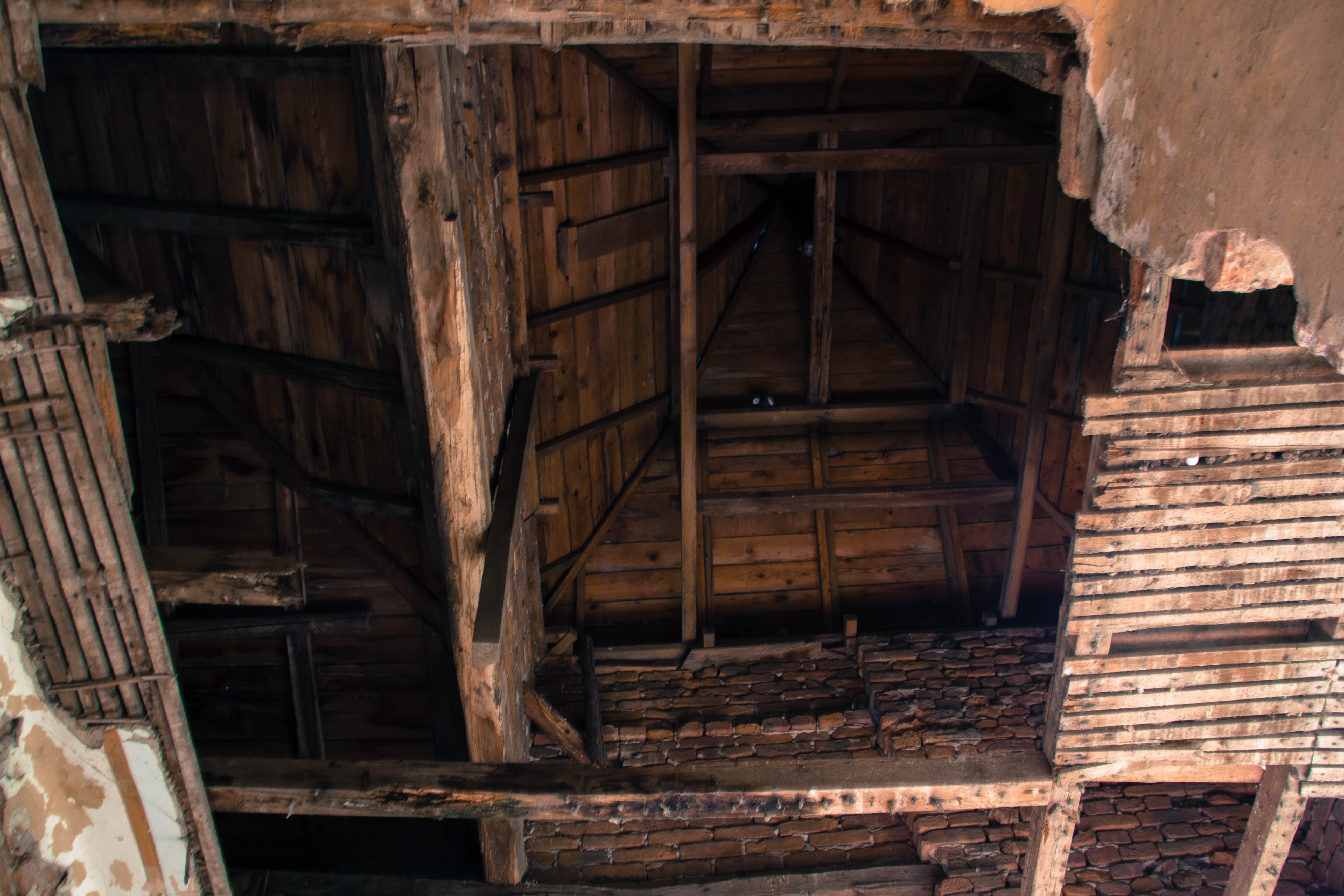
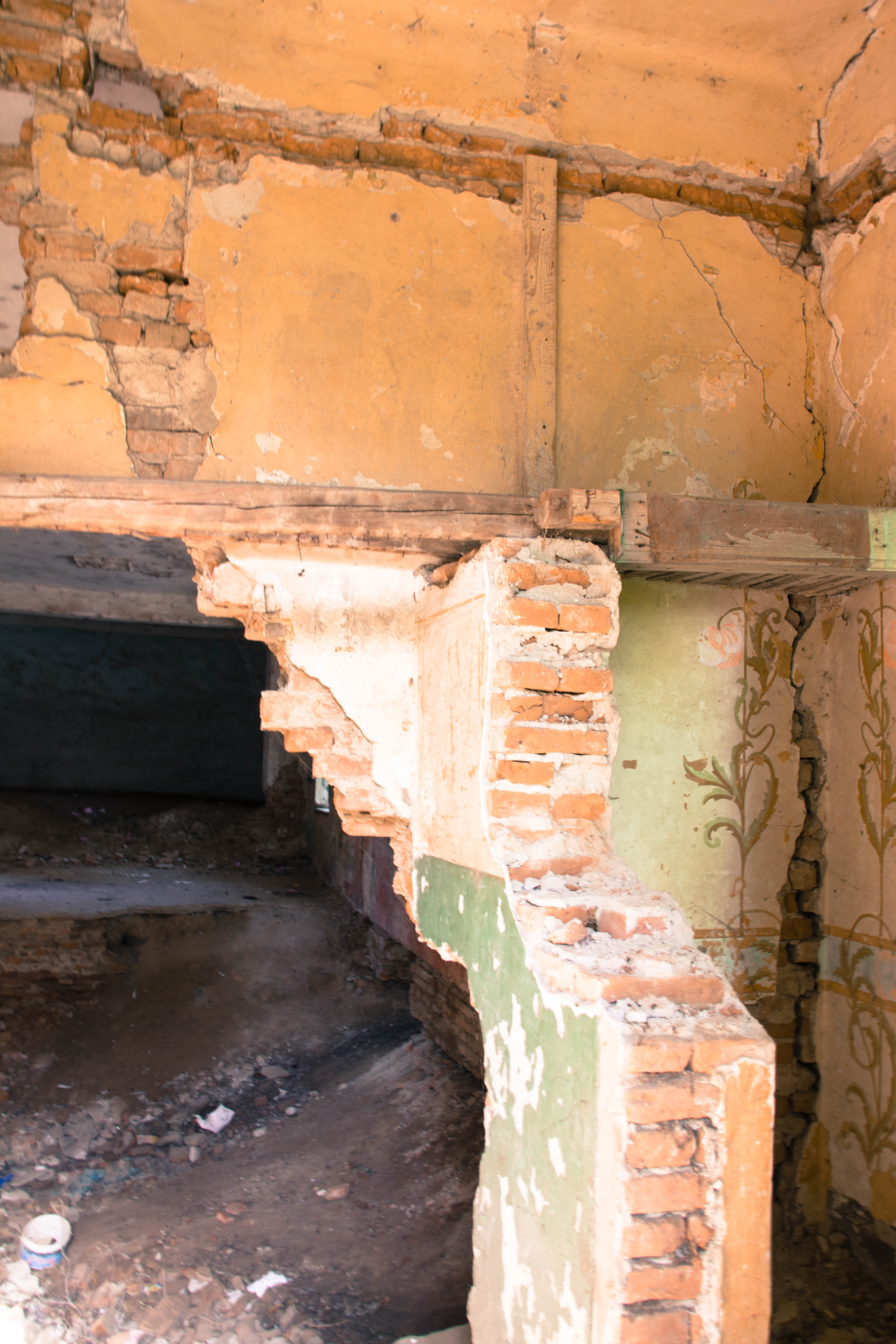
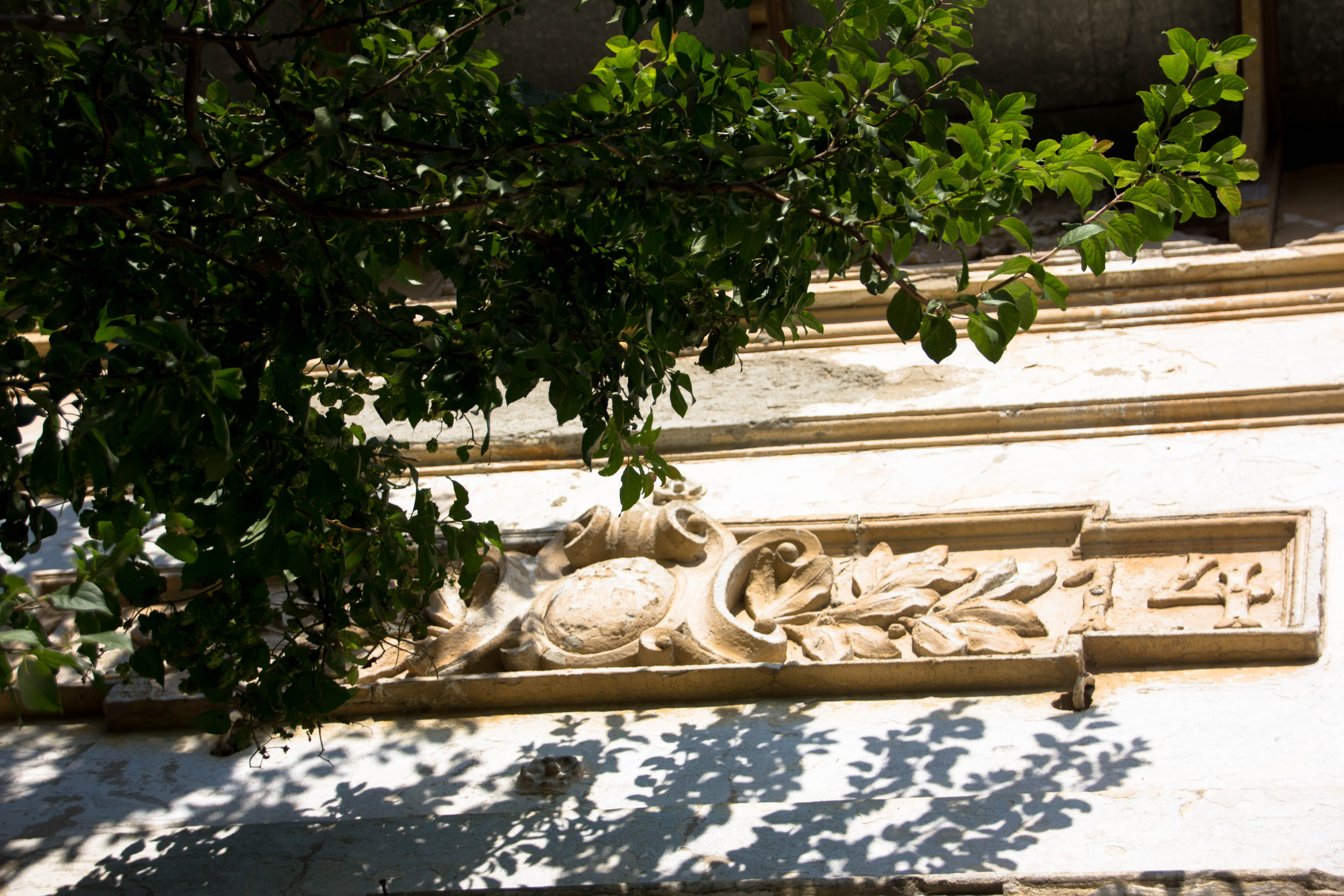
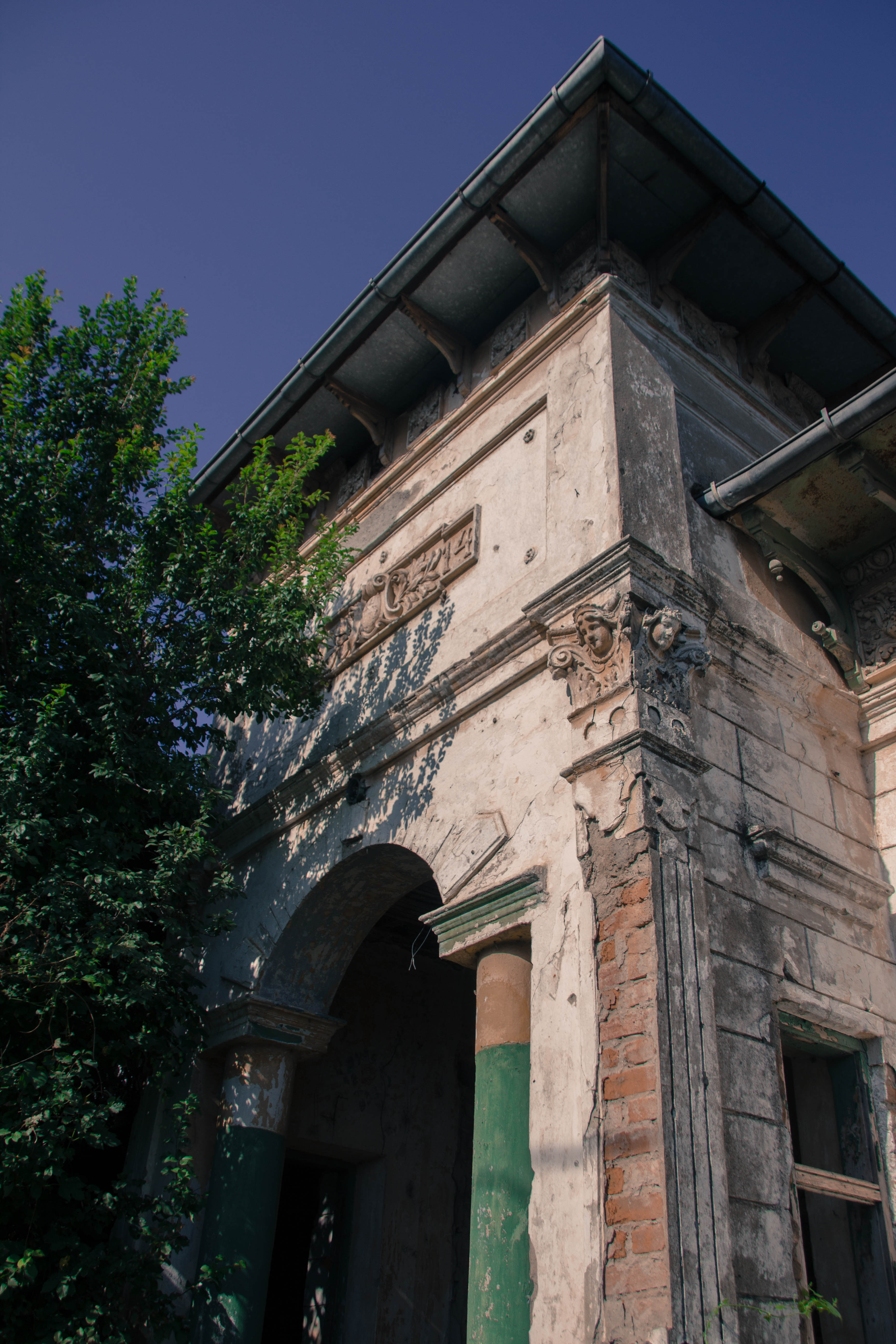
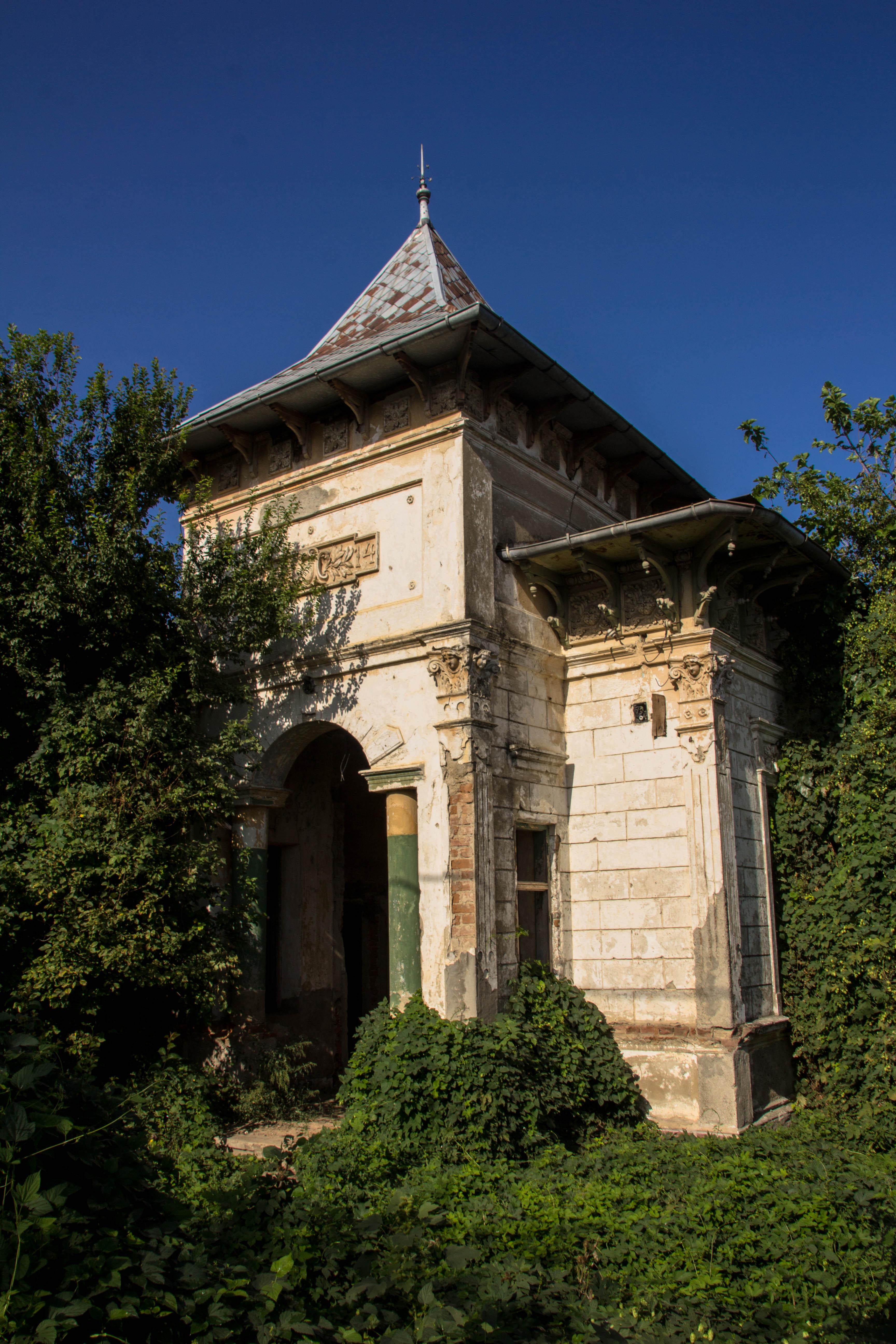
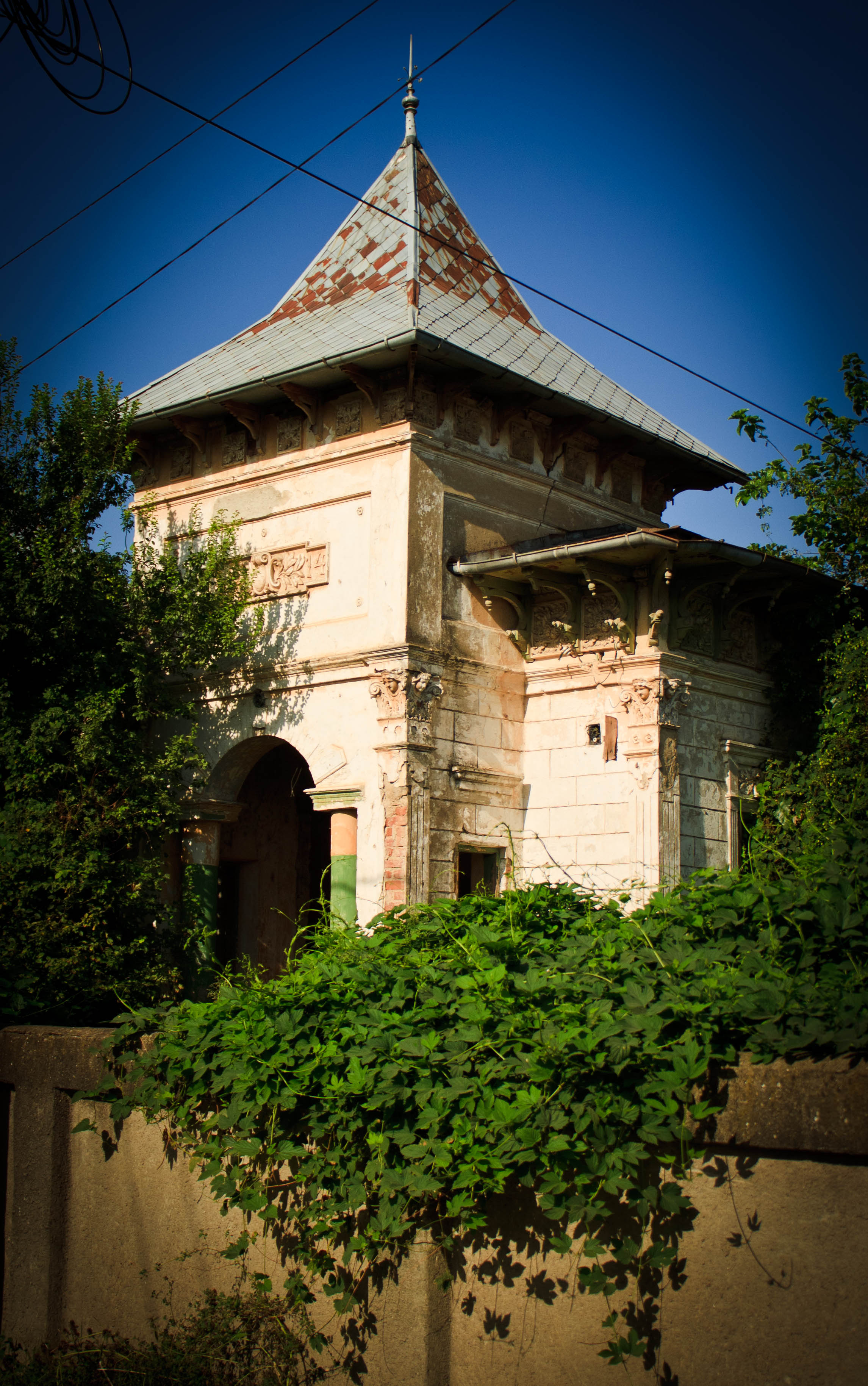
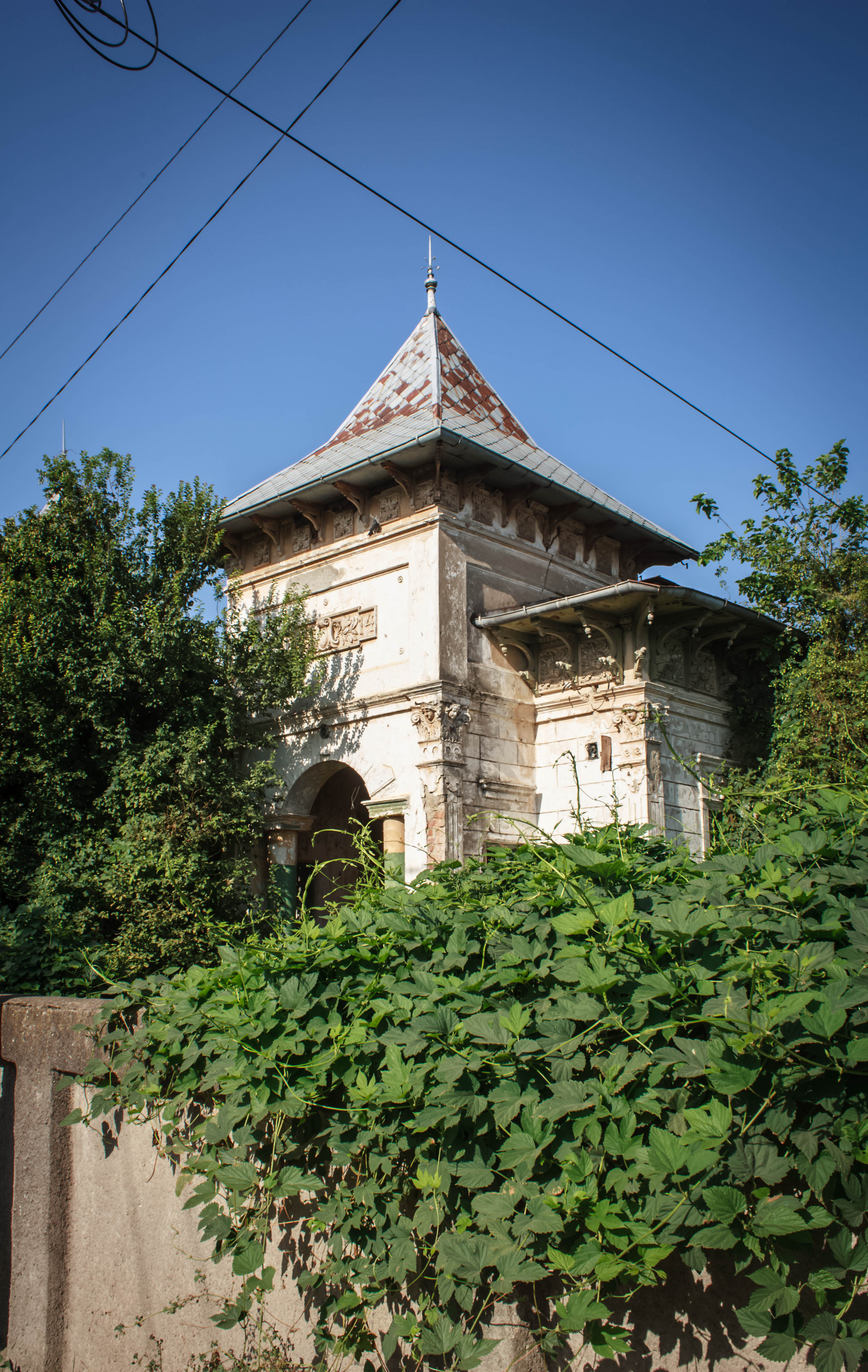
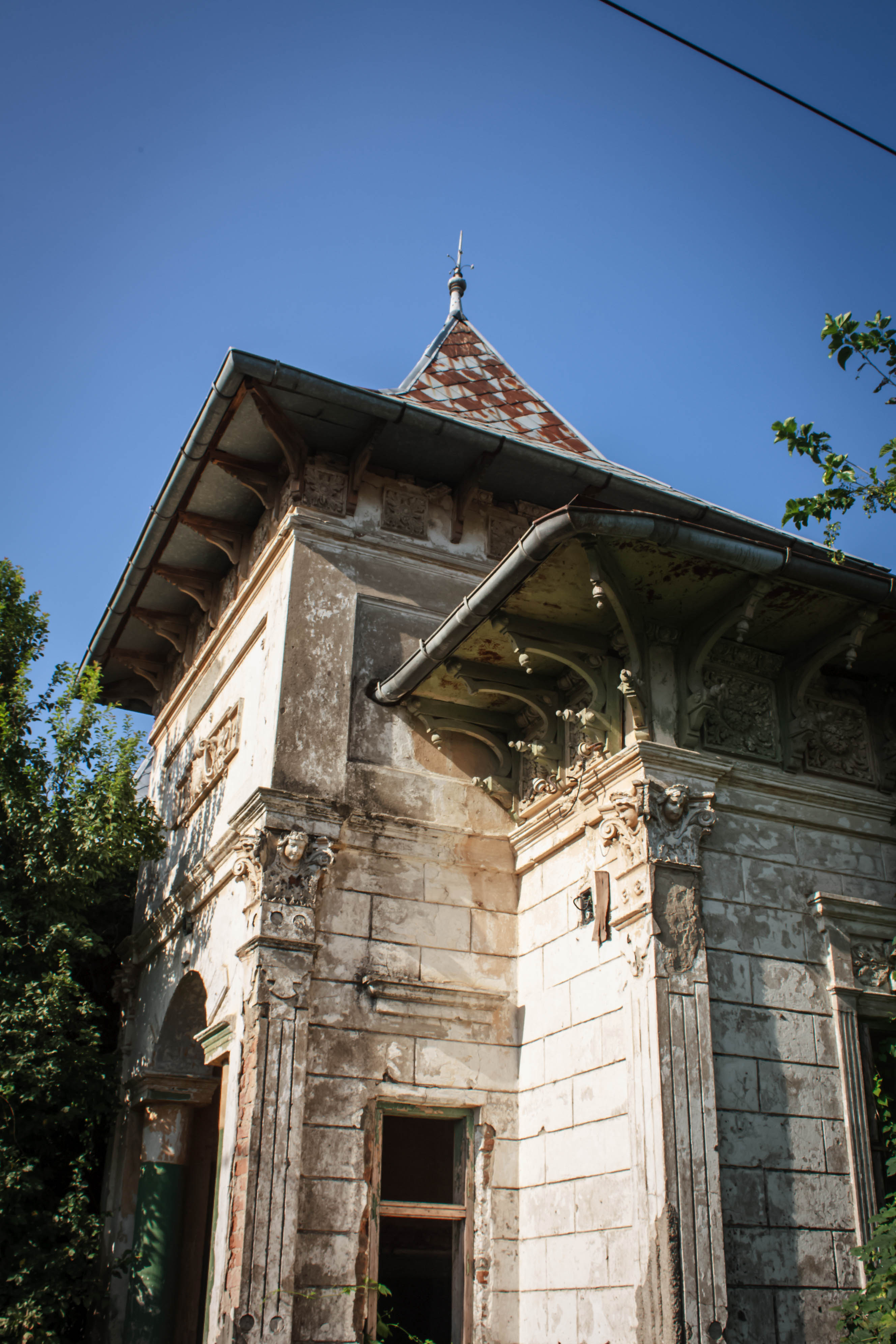
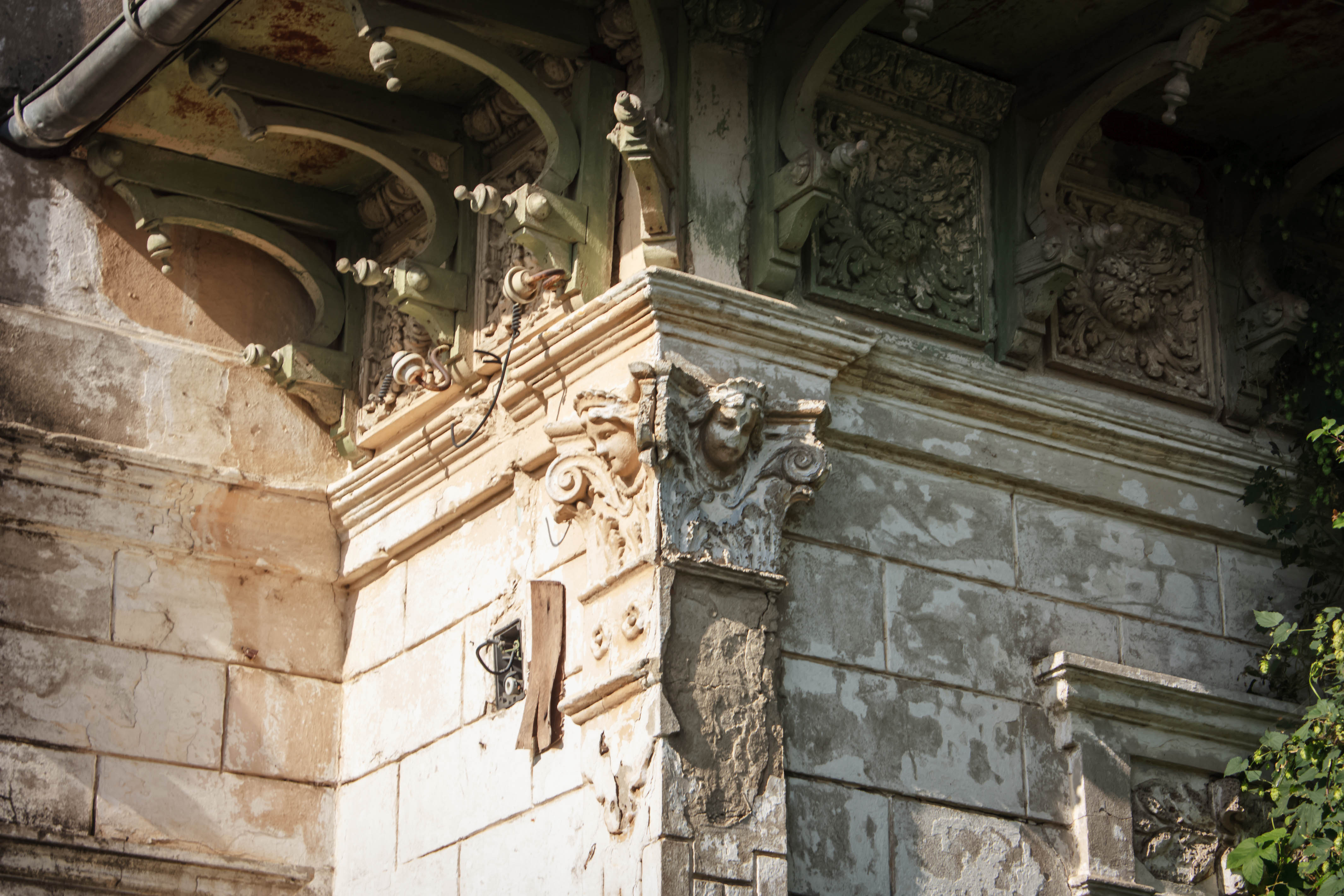
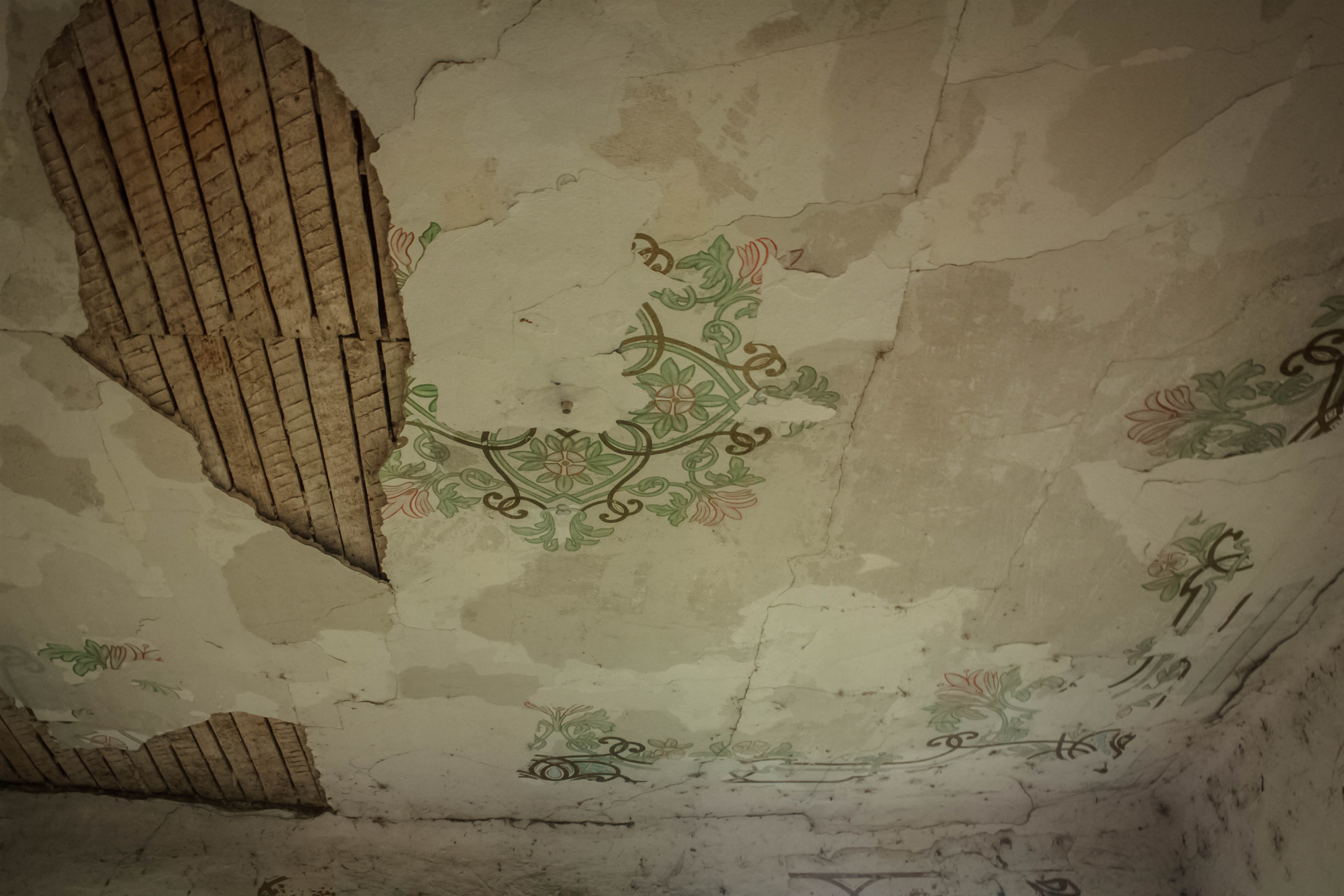